# Ebinur-See
Der Ebinur-See (auch: Ebinur Hu, Aibi-See; chinesisch 艾比湖, Pinyin Àibǐ Hú) ist ein Salzsee im Mongolischen Autonomen Bezirk Bortala des Uigurischen Autonomen Gebietes Xinjiang der Volksrepublik China.
Der Ebinur-See liegt südlich der Dsungarischen Pforte. Nahe Orte sind Jinghe und Bortala. Die Wasserfläche des Sees schwankte früher zwischen 800 und 1070 km². In den letzten Jahren fiel der Wasserspiegel beständig. Im Jahr 2007 schrumpfte die Wasserfläche auf 500 km². Die trocken gefallene Seefläche führt zu einer Wüstenausbreitung in der Umgebung.
Am See herrscht ein extrem arides Klima mit mittleren Jahresniederschlägen von 100 bis 200 mm und einer mittleren jährlichen potenziellen Evaporation von 1500 bis 2000 mm. Die mittleren Temperaturen betragen im Juli 27 °C und im Januar −17 °C. Im Winter gefriert der See. An durchschnittlich 167 Tagen im Jahr gibt es erodierende Winde mit mehr als 8 m/s. Die höchste gemessene Windgeschwindigkeit betrug im April 1977 55 m/s. Es gibt nur spärliche Vegetation in der Umgebung des Sees. Somit ist die Ebinur-Playa eine Quelle für sogenannte Chemische Sandstürme, bzw. Weiße Sandstürme, die 43 bis 185 g Salze pro kg Staub mit relativ hohem Schwermetallanteilen in umliegende Gebiete tragen. Diese Staubstürme verursachen schwerwiegende Luftverschmutzung, Bodenversalzung, Vegetationsrückgang und Beschleunigung der Eis- und Schneeschmelze.